# Finale de la Coupe d'Europe des vainqueurs de coupe 1994-1995
La finale de la Coupe d'Europe des vainqueurs de coupe 1994-1995 est la 35e finale de la Coupe d'Europe des vainqueurs de coupe, organisée par l'UEFA. Ce match de football a lieu le 10 mai 1995 au Parc des Princes de Paris, en France.
Elle oppose l'équipe anglaise d'Arsenal aux Espagnols du Real Saragosse. Le match se termine par une victoire des Saragossiens sur le score de 2 buts à 1 après prolongations, ce qui constitue leur premier sacre dans la compétition ainsi que leur premier titre européen (si on ne tient pas compte de leur succès en Coupe des villes de foires). 
Vainqueur de la finale, le Real Saragosse est à ce titre qualifié pour la Supercoupe d'Europe 1995 contre l'Ajax Amsterdam, vainqueur de la finale de la Ligue des champions.

## Parcours des finalistes
Note : dans les résultats ci-dessous, le score du finaliste est toujours donné en premier (D : domicile ; E : extérieur).
| Arsenal FC         | Arsenal FC      | Arsenal FC | Arsenal FC   |                     | Real Saragosse      | Real Saragosse | Real Saragosse | Real Saragosse |
| ------------------ | --------------- | ---------- | ------------ | ------------------- | ------------------- | -------------- | -------------- | -------------- |
| Adversaire         | Total           | Aller      | Retour       | Tour                | Adversaire          | Total          | Aller          | Retour         |
| Omonia Nicosie     | 6 - 1           | 3 - 1 (E)  | 3 - 0 (D)    | Seizièmes de finale | Gloria Bistriţa     | 5 - 2          | 1 - 2 (E)      | 4 - 0 (D)      |
| Brøndby IF         | 4 - 3           | 2 - 1 (E)  | 2 - 2 (D)    | Huitièmes de finale | Tatran Prešov       | 6 - 1          | 4 - 0 (E)      | 2 - 1 (D)      |
| AJ Auxerre         | 2 - 1           | 1 - 1 (D)  | 1 - 0 (E)    | Quarts de finale    | Feyenoord Rotterdam | 2 - 1          | 0 - 1 (E)      | 2 - 0 (D)      |
| Sampdoria de Gênes | 5 - 5 3 - 2 tab | 3 - 2 (D)  | 2 - 3 ap (E) | Demi-finales        | Chelsea FC          | 4 - 3          | 3 - 0 (D)      | 1 - 3 (E)      |

## Match
| ·               |                    |     |
| Titulaires :    |                    |     |
|                 |                    |     |
| 1               | David Seaman       |     |
| 2               | Lee Dixon          |     |
| 3               | Nigel Winterburn   | 47e |
| 4               | Stefan Schwarz     |     |
| 5               | Andy Linighan      |     |
| 6               | Tony Adams         |     |
| 7               | Martin Keown       | 46e |
| 8               | Ian Wright         |     |
| 9               | John Hartson       |     |
| 10              | Paul Merson        |     |
| 11              | Ray Parlour        |     |
|                 |                    |     |
| Remplaçants :   |                    |     |
| 12              | Vince Bartram (en) |     |
| 12              | Steve Morrow       | 47e |
| 13              | David Hillier      | 46e |
| 14              | Eddie McGoldrick   |     |
| 15              | Chris Kiwomya      |     |
|                 |                    |     |
| Entraîneur :    |                    |     |
| Stewart Houston |                    |     |

| ·                |                           |          |
| Titulaires :     |                           |          |
|                  |                           |          |
| 1                | Andoni Cedrún             |          |
| 2                | Alberto Belsué            |          |
| 3                | Jesús Solana              |          |
| 4                | Fernando Cáceres          |          |
| 5                | Nayim                     |          |
| 6                | Xavier Aguado             |          |
| 7                | Miguel Pardeza            |          |
| 8                | Santiago Aragón           |          |
| 9                | Juan Eduardo Esnáider     |          |
| 10               | Francisco Higuera         | 77e      |
| 11               | Gustavo Poyet             |          |
|                  |                           |          |
| Remplaçants :    |                           |          |
| 12               | Óscar Luis Celada (en)    |          |
| 13               | José Belman (en)          |          |
| 14               | Jesús García Sanjuan (en) | 77e 111e |
| 15               | Geli (en)                 | 111e     |
| 16               | José Luis Loreto (en)     |          |
|                  |                           |          |
| Entraîneur :     |                           |          |
| Víctor Fernández |                           |          |

| ·               |                    |     |
| Titulaires :    |                    |     |
|                 |                    |     |
| 1               | David Seaman       |     |
| 2               | Lee Dixon          |     |
| 3               | Nigel Winterburn   | 47e |
| 4               | Stefan Schwarz     |     |
| 5               | Andy Linighan      |     |
| 6               | Tony Adams         |     |
| 7               | Martin Keown       | 46e |
| 8               | Ian Wright         |     |
| 9               | John Hartson       |     |
| 10              | Paul Merson        |     |
| 11              | Ray Parlour        |     |
|                 |                    |     |
| Remplaçants :   |                    |     |
| 12              | Vince Bartram (en) |     |
| 12              | Steve Morrow       | 47e |
| 13              | David Hillier      | 46e |
| 14              | Eddie McGoldrick   |     |
| 15              | Chris Kiwomya      |     |
|                 |                    |     |
| Entraîneur :    |                    |     |
| Stewart Houston |                    |     |

| ·                |                           |          |
| Titulaires :     |                           |          |
|                  |                           |          |
| 1                | Andoni Cedrún             |          |
| 2                | Alberto Belsué            |          |
| 3                | Jesús Solana              |          |
| 4                | Fernando Cáceres          |          |
| 5                | Nayim                     |          |
| 6                | Xavier Aguado             |          |
| 7                | Miguel Pardeza            |          |
| 8                | Santiago Aragón           |          |
| 9                | Juan Eduardo Esnáider     |          |
| 10               | Francisco Higuera         | 77e      |
| 11               | Gustavo Poyet             |          |
|                  |                           |          |
| Remplaçants :    |                           |          |
| 12               | Óscar Luis Celada (en)    |          |
| 13               | José Belman (en)          |          |
| 14               | Jesús García Sanjuan (en) | 77e 111e |
| 15               | Geli (en)                 | 111e     |
| 16               | José Luis Loreto (en)     |          |
|                  |                           |          |
| Entraîneur :     |                           |          |
| Víctor Fernández |                           |          |